# Sønder Vilstrup Sogn
Sønder Vilstrup Sogn er et sogn i Kolding Provsti (Haderslev Stift). Nørre Bjert Sogn blev i 1924 udskilt fra Sønder Vilstrup Sogn og Eltang Sogn.
I 1800-tallet var Sønder Vilstrup Sogn anneks til Eltang Sogn. Begge sogne hørte til Brusk Herred i Vejle Amt. Eltang-Sønder Vilstrup sognekommune blev inden kommunalreformen i 1970 indlemmet i Kolding Kommune.
I Sønder Vilstrup Sogn ligger Sønder Vilstrup Kirke.
I sognet findes følgende autoriserede stednavne:
- Skibdræt (bebyggelse)
- Skovsgårde (bebyggelse)
- Sønder Vilstrup (bebyggelse, ejerlav)